# ماليانو ألبي
ماليانو ألبي هيبلدية (كوميون) في مقاطعة كونيو في منطقة بيدمونت الإيطالية، وتقع على بعد نحو 70 كيلومتر (43 ميل) جنوب تورينو وحوالي 20 كيلومتر (12 ميل) شمال شرق كونيو. اعتبارًا من 31 ديسمبر 2004، كان عدد سكانها 2145 نسمة وتبلغ مساحتها 32.6 كيلومتر مربع (12.6 ميل2). 
تقع ماليانو ألبي على حدود البلديات التالية: بيني فاجينا، كارّو، فرابوزا سوبرانا، فرابوزا سوتانا، موندوفي، أورميا، روكا دي بالدي، روكافورتي موندوفي، سانت ألبانو ستورا، ترينيتا.

## المدن التوأم - المدن الشقيقة
ماليانو ألبي مدينة توأم مع:
- إتروريا، الأرجنتين (2008)